# Orphnodactylis kalmiae
Orphnodactylis kalmiae är en svampart som beskrevs av Malloch & A. Mallik 1998. Orphnodactylis kalmiae ingår i släktet Orphnodactylis och familjen Phyllachoraceae.   Inga underarter finns listade i Catalogue of Life.